# ظبر (حزم العدين)

تعديل مصدري - تعديل

ظبر محلة تابعة لقرية العارضة، التابعة لعزلة حقين بمديرية حزم العدين إحدى مديريات محافظة إب في الجمهورية اليمنية، بلغ تعداد سكانها 90 حسب تعداد اليمن لعام 2004.